# Remo Pisani
Pour les articles homonymes, voir Pisani.
Remo Pisani est un acteur américain né le 17 février 1919 et mort le 19 août 2004 dans le New Jersey.

## Filmographie
- 1956 : The Edge of Night (série TV) : Speed Taft (1961)
- 1962 : Night of Evil
- 1964 : The Reporter (série TV) : Ike Dawson
- 1965 : Never Too Late (en) : Foreman
- 1966 : The Last of the Secret Agents? (en) : Them I
- 1966:  Batman (episodes 39 and 40)
- 1968 : Bonanza : Bartender
- 1968 : The Night They Raided Minsky's : Stagehand